# Forrest Stanley
Forrest Stanley (New York, 21 agosto 1889 – Los Angeles, 27 agosto 1969) è stato un attore e sceneggiatore statunitense che lavorò nel cinema soprattutto all'epoca del muto sovente nel ruolo di protagonista maschile.

## Filmografia
- Wooed by a Wildman (1915) - cortometraggio
- Pretty Mrs. Smith, regia di Hobart Bosworth (1915)
- The Wild Olive, regia di Oscar Apfel (1915)
- Misteri dell'oriente (The Rug Maker's Daughter), regia di Oscar Apfel (1915)
- The Yankee Girl, regia di J.J. Clark (1915)
- Jeanne (Jane), regia di Frank Lloyd (1915)
- The Reform Candidate, regia di Frank Lloyd (1915)
- The Tongues of Men, regia di Frank Lloyd (1916)
- Madame la Presidente, regia di Frank Lloyd (1916)
- He Fell in Love with His Wife, regia di William Desmond Taylor (1916)
- The Code of Marcia Gray, regia di Frank Lloyd (1916)
- Paula (The Heart of Paula), regia di Julia Crawford Ivers, William Desmond Taylor (1916)
- The Making of Maddalena, regia di Frank Lloyd (1916)
- What Every Woman Wants, regia di Jesse D. Hampton (1919)
- The Rescuing Angel, regia di Walter Edwards (1919)
- L'onore del nome (Other Men's Wives), regia di Victor L. Schertzinger (1919)
- The Thunderbolt, regia di Colin Campbell (1919)
- His Official Fiancée, regia di Robert G. Vignola (1919)
- Under Suspicion, regia di William C. Dowlan (1919)
- The Triflers, regia di Christy Cabanne (1920)
- A Woman Who Understood, regia di William Parke (1920)
- The Notorious Mrs. Sands, regia di William Christy Cabanne (1920)
- The Thirtieth Piece of Silver, regia di George L. Cox (1920)
- The Misfit Wife, regia di Edwin Mortimer (1920)
- Il frutto proibito (Forbidden Fruit), regia di Cecil B. DeMille (1921)
- Through the Dark, regia di George W. Hill (1924)